# Mouterhouse
Mouterhouse (Duits: Mutterhausen)  is een gemeente in het Franse departement Moselle (regio Grand Est) en telt 305 inwoners (1999). De plaats maakt deel uit van het arrondissement Sarreguemines.

## Geografie
De oppervlakte van Mouterhouse bedraagt 44,3 km², de bevolkingsdichtheid is 6,9 inwoners per km².
De onderstaande kaart toont de ligging van Mouterhouse met de belangrijkste infrastructuur en aangrenzende gemeenten.

## Demografie
Onderstaande figuur toont het verloop van het inwonertal (bron: INSEE-tellingen).